# يارون بروك
يارون بروك (بالإنجليزية: Yaron Brook)‏ هو فيلسوف وكاتب أمريكي، ولد في 23 مايو 1961 في إسرائيل.

## وصلات خارجية
- الموقع الرسمي